# Nonoalco
Nonoalco River (1971-1992) est un cheval de course français de race pur-sang anglais. 

## Carrière de courses
Élevé aux États-Unis par l'excentrique milliardaire Forrest Edward Mars, Sr., l'inventeur du Mars et des M&M's, dans son haras Milky Way Farm, Nonoalco fut acquis par l'actrice mexicaine María Félix, qui le confia à l'entraîneur François Boutin. Le poulain allait s'avérer phénoménal à 2 ans : il survole pour ses débuts le Prix Yacowlef, laissant le peloton à huit longueurs, puis enchaîne avec des succès spectaculaires dans les Prix Morny et de la Salamandre. Et puis, c'est la surprise : grandissime favori du Grand Critérium, il s'incline d'un nez face à Mississipian, un élève de Maurice Zilber défendant la casaque de Nelson Bunker Hunt à qui il abandonne le titre de meilleur 2 ans français.    
Mais en 1974, Nonoalco prouve qu'il est bien le meilleur poulain de sa génération en Europe, du moins sur le mile. Après une rentrée victorieuse en avril, il s'en va remporter les 2000 Guinées à Newmarket, puis tente sa chance dans le Derby : erreur, les 2 400 mètres ne sont pas sa distance et il est battu largement. De retour sur le mile, il remporte le Prix Jacques Le Marois à Deauville, son quatrième groupe 1, puis défait la championne Lianga dans le Prix du Rond-Point. Dans le Prix du Moulin de Longchamp, il se blesse et ne peut faire l'arrivée. Ce sera sa dernière sortie avant de rejoindre le haras.   

### Résumé de carrière
| Date         | Hippodrome       | Pays        | Course                      | Statut      | Distance    | Jockey            | Place       | Écart       | Vainqueur ou deuxième |
| 1973, 2 ans  | 1973, 2 ans      | 1973, 2 ans | 1973, 2 ans                 | 1973, 2 ans | 1973, 2 ans | 1973, 2 ans       | 1973, 2 ans | 1973, 2 ans | 1973, 2 ans           |
| ------------ | ---------------- | ----------- | --------------------------- | ----------- | ----------- | ----------------- | ----------- | ----------- | --------------------- |
| 5 août       | Deauville        | France      | Prix Yacowlef               |             | 1 000 m     | Philippe Paquet   | 1er         | 8           | —                     |
| 19 août      | Deauville        | France      | Prix Morny                  | Gr. 1       | 1 200 m     | Lester Piggott    | 1er / 7     | 3           | Insistance            |
| 16 septembre | Longchamp        | France      | Prix de la Salamandre       | Gr. 1       | 1 400 m     | Lester Piggott    | 1er / 5     | 2 ½         | Lion du Nord          |
| 14 octobre   | Longchamp        | France      | Grand Critérium             | Gr. 1       | 1 600 m     | Lester Piggott    | 2e / 8      | nez         | Mississippian         |
| 1974, 3 ans  |                  |             |                             |             |             |                   |             |             |                       |
| 10 avril     | Maisons-Laffitte | France      | Prix Montenica              |             | 1 600 m     | Philippe Paquet   | 1er         | 1 ½         | Brinkmanship          |
| 4 mai        | Newmarket        | Royaume-Uni | 2000 Guineas                | Gr. 1       | 1 600 m     | Yves Saint-Martin | 1er / 12    | 1 ½         | Giacometti            |
| 5 juin       | Epsom            | Royaume-Uni | Derby                       | Gr. 1       | 2 400 m     | Yves Saint-Martin | 7e / 18     | —           | Snow Knight           |
| 11 août      | Deauville        | France      | Prix Jacques Le Marois      | Gr. 1       | 1 600 m     | Lester Piggott    | 1er / 10    | cte tête    | El Toro               |
| 8 septembre  | Longchamp        | France      | Prix du Rond-Point          | Gr. 3       | 1 600 m     | Lester Piggott    | 1er         | cte enc.    | Lianga                |
| 29 septembre | Longchamp        | France      | Prix du Moulin de Longchamp | Gr. 1       | 1 600 m     | Lester Piggott    | 10e / 11    | —           | Mount Hagen           |

## Au haras
La carrière d'étalon de Nonoalco l'entraînera de la Normandie, où il effectue une première saison de monte en 1975, à l'Irlande (de 1976 à 1981), avant de rejoindre définitivement le Japon, où il meurt en 1992. Ses faits d'armes en tant que reproducteur sont honorables. On relève dans sa progéniture les noms de Noalcoholic, vainqueur des Lockinge Stakes et des Sussex Stakes avant de bien réussir comme étalon en Australie, de Melyno (Poule d'Essai des Poulains) et de Daiyusaku, qui défit le champion Mejiro Mcqueen dans l'Arima Kinen. Il est surtout le père de Katies, lauréate des Irish 1000 Guineas et des Coronation Stakes, très influente poulinière au Japon, notamment troisième mère des champions Efforia et Admire Moon.

## Origines
D'origine nord-américaine, Nonoalco est un fils du Canadien Nearctic, qui n'est autre que le père de l'étalon du siècle, Northern Dancer. Sa mère, Seximee, a également donné Baracala (par Swaps), la mère de la championne et remarquable poulinière Maximova, lauréate notamment du Prix de la Salamandre et du Prix du Calvados, placée de la Poule d'Essai des Pouliches et des Irish 1000 Guineas, et mère des vainqueurs de groupe 1 Septième Ciel et Macoumba.  

### Pedigree
| Origines de Nonoalco (USA), mâle bai né en 1971 | Origines de Nonoalco (USA), mâle bai né en 1971 | Origines de Nonoalco (USA), mâle bai né en 1971 | Origines de Nonoalco (USA), mâle bai né en 1971 |
| ----------------------------------------------- | ----------------------------------------------- | ----------------------------------------------- | ----------------------------------------------- |
| Père Nearctic 1954                              | Nearco 1935                                     | Pharos                                          | Phalaris                                        |
| Père Nearctic 1954                              | Nearco 1935                                     | Pharos                                          | Scapa Flow                                      |
| Père Nearctic 1954                              | Nearco 1935                                     | Nogara                                          | Havresac                                        |
| Père Nearctic 1954                              | Nearco 1935                                     | Nogara                                          | Catnip                                          |
| Père Nearctic 1954                              | Lady Angela 1944                                | Hyperion                                        | Gainsborough                                    |
| Père Nearctic 1954                              | Lady Angela 1944                                | Hyperion                                        | Selene                                          |
| Père Nearctic 1954                              | Lady Angela 1944                                | Sister Sarah                                    | Abbots Trace                                    |
| Père Nearctic 1954                              | Lady Angela 1944                                | Sister Sarah                                    | Sarita                                          |
| Mère Seximee 1966                               | Hasty Road 1951                                 | Roman                                           | Sir Gallahad                                    |
| Mère Seximee 1966                               | Hasty Road 1951                                 | Roman                                           | Buckup                                          |
| Mère Seximee 1966                               | Hasty Road 1951                                 | Traffic Court                                   | Discovery                                       |
| Mère Seximee 1966                               | Hasty Road 1951                                 | Traffic Court                                   | Traffic                                         |
| Mère Seximee 1966                               | Jambo 1959                                      | Crafty Admiral                                  | Fighting Fox                                    |
| Mère Seximee 1966                               | Jambo 1959                                      | Crafty Admiral                                  | Admiral's Lady                                  |
| Mère Seximee 1966                               | Jambo 1959                                      | Bank Account                                    | Shut Out                                        |
| Mère Seximee 1966                               | Jambo 1959                                      | Bank Account                                    | Balla Tryst (famille 2-s)                       |